# Supreeme
I Supreeme erano un gruppo musicale hip hop della città di Atlanta in Georgia. Erano una rappresentazione della musica indipendente di Atlanta.

## I membri
Shaka "Tom Cruz/Dope Pope" Girvan
Girvan è nato ad Atlanta, ed è giamaicano e afroamericano. Ha studiato a Henry W. Grady High School, una scuola statale in Midtown Atlanta. Si è diplomato da Grady High School nel 2003. È un musicista capace, perciò il suo compito nel gruppo è il doppio. Come il produttore del gruppo, crea i ritmi per la loro musica. Altri lavori di produttore includono gli aspetti tecnici della musica. In più, Shaka contribuisce al testo delle canzoni di Supreeme, ma meno degli altri musicisti.
Sam "King Self" Terrel
Terrel è nato ad Atlanta, di origine scozzese e irlandese. Era un compagno di classe di Girvan e si è diplomato alla Grady High School. Oltre che dei Supreeme, Terrel è membro del gruppo The Good Moods, in cui suona la batteria. Nei Supreeme, Sam è diventato famoso per la sua abilità di fare rap molto veloce.
Negashi "Armada" Harvey
Harvey è nato ad Atlanta ed è afroamericano. Più giovane di Girvan e Terrel, si è diplomato alla Grady High School nel 2004. I fan dei Supreeme lo apprezzano per la sua abilità nel freestyle.

## La storia
Quando Girvan e Terrel studiavano a Grady High School, erano in un gruppo musicale chiamato “Southern Knights.” Un giorno, mentre le tre fumavano nella macchina di Terrel, hanno avuto un'idea. Allora, sono nati i Supreeme. Da allora, i Supreeme viaggiano attraverso gli Stati Uniti, l'Europa e il Canada e suonano ovunque. Hanno inciso due dischi metropolitani, “The Syllabus”  e “Church & State.” Quando La Warner Brothers Inc. li scoprì, essi in seguito firmarono un contratto discografico. Hanno avuto bisogno di traslocare a Los Angeles per incidere il disco “Supremacy.” Alla gente piacque “Supremacy,” e i Supreeme cominciarono ad incidere tre dischi metropolitani, “American Badass,” “Bronze Medallion” e “Silver Medallion.” Alla fine del 2009 il gruppo si sciolse, con il loro ultimo album God Bless The Child. La loro intera discografia è stata resa disponibile online come download gratuiti.

## Lo stile
I Supreeme hanno uno stile unico. Uniscono ritmi artistici con testo abile. Ma la loro musica rappresenta uno stile di vita. Parlano della vita internazionale, di aver conosciuto le belle donne straniere, dei vestiti cari e di uno stile di vita spensierato.

## Discografia
- 2003 - The Syllabus
- 2003 - Church and State
- 2006 - Supremacy
- 2008 - Bronze Medallion (Best of Supreeme 2003 - 2008)
- 2008 - Silver Medallion
- 2009 - God Bless The Child- Supreeme's Last Testament